# Medal of Honor: Infiltrator
Medal of Honor: Infiltrator è il sesto episodio della serie di Medal of Honor. Il gioco è stato prodotto esclusivamente per il Game Boy Advance ed è stato pubblicato il 17 novembre 2003.

## Trama
In essa, il giocatore assume il ruolo del caporale Jake Murphy, che deve compiere cinque missioni per sconfiggere l'Asse in alcune delle più famose battaglie della seconda guerra mondiale. Il gioco offre 15 missioni distribuite in tre scenari tra cui 5 missioni dietro le linee nemiche. Dopo aver completato tutte le missioni il giocatore sblocca la modalità di sopravvivenza. Il giocatore viene assegnato ad un ambiente fisso, dove è possibile scegliere un'arma e quindi combattere uno sciame infinito di nemici. L'obiettivo è quello di vedere quanto tempo il giocatore è in grado di sopravvivere e quindi provare a battere il suo punteggio massimo. Dopo aver completato tutte le missioni e gli obiettivi bonus il giocatore sblocca la modalità Max GI in cui il giocatore deve completare ogni missione continua, senza spegnere il sistema di gioco. Quando il giocatore completa la modalità Max GI, sblocca l'invincibilità. Infiltrator è uno sparatutto in terza persona e uno sparatutto in prima persona fuse insieme.

## Multiplayer
Attraverso l'uso di un cavo di collegamento, Medal of Honor: Infiltrator supporta fino a due giocatori.

## Critica
Il gioco ha ricevuto recensioni "favorevoli" secondo il sito aggregatore di recensioni di videogiochi Metacritic. Craig Harris di IGN ha osservato che "il prodotto finale è un gioco di qualità ben lontano dal fiasco dell'anno scorso" e "ha una sensazione positiva dall'inizio alla fine". Frank Provo di GameSpot ha affermato che Infiltrator "è un divertente gioco portatile che dovrebbe accontentare chiunque cerchi un gioco d'azione con mordente".